# Bernard Dwork
Bernard Morris Dwork (Bronx, 27 de maio de 1923 — New Brunswick, 9 de maio de 1998) foi um matemático norte-americano, conhecido por sua aplicação de análise p-ádica a funções zeta local e, em particular, por uma prova da primeira parte das conjecturas de Weil: a racionalidade da função zeta de uma variedade sobre um corpo finito. O tema geral da pesquisa de Dwork foi cohomologia p-ádica e equações diferenciais p-ádicas. Ele publicou dois artigos sob o pseudônimo de Maurizio Boyarsky.

## Carreira
Dwork recebeu seu Ph.D. na Universidade de Columbia em 1954 sob a direção de Emil Artin (seu conselheiro formal foi John Tate); Nick Katz foi um de seus alunos.
Por sua prova da primeira parte das conjecturas de Weil, Dwork recebeu (junto com Kenkichi Iwasawa) o Prêmio Cole em 1962. Ele recebeu uma bolsa Guggenheim em 1964.